# Оглоблин, Александр Петрович
Алекса́ндр Петро́вич Огло́блин (укр. Олекса́ндр Петро́вич Огло́блин, англ. Oleksander Ohloblyn), фамилия при рождении Мезько́; (24 ноября (6 декабря) 1899, Киев, Российская империя — 16 февраля 1992, Лудлоу, Массачусетс, США) — украинский историк и политический деятель, доктор исторических наук и с 1968 по 1970 год визит-профессор Гарвардского университета.
Коллаборационист, во время Великой Отечественной войны сотрудничал с нацистской Германией, был первым начальником городской управы (бургомистром) во время нацистской оккупации Киева, был свидетелем расстрелов в Бабьем Яру. Покинул Киев вместе с отступающими немцами в 1943 году. После войны, опасаясь депортации, перебрался в США, принимал активное участие в деятельности местной украинской общины, готовил историков-украинистов.

## Жизнь и деятельность при советской власти
Родился в Киеве. Настоящая фамилия — Мезько (фамилию Оглоблин получил от отчима).
Обучался в Киевской третьей гимназии, с 1917 года — на историко-филологическом факультете Киевского университета. По его окончании работал учителем украинского языка и украиноведения в гимназии под Киевом, а с марта 1920 года — преподавал в Киевском рабоче-крестьянском университете.
3 апреля 1922 года он получил профессорское звание, а спустя четыре года защитил диссертацию на степень доктора исторических наук и тогда же начал сотрудничать со Всеукраинской академией наук. Являлся постоянным автором журнала «Архівна справа».
В годы работы в Киевском университете был знаком с Константином Штеппой, в соавторстве с которым подготовил ряд публикаций, с рядом других известных украинских историков. Основал так называемую новую революционную школу в истории, которая противопоставляла себя школе Михаила Грушевского. Несмотря на данное противостояние, по некоторым вопросам он сходился с Грушевским, в частности, по вопросу о достоверности «Истории русов». За поддержку «Истории русов» неоднократно подвергался критике, в конце 1930-го был арестован, но вскоре освобождён. Позднее снова преподавал в Киевском и Одесском университетах.
В 1939—1941 годах ВАК рассматривал вопрос о лишении его степени доктора исторических наук ввиду «сомнительной позиции», однако в конце концов степень была подтверждена.

## Деятельность во время нацистской оккупации
Во время нацистской оккупации 21 сентября 1941 года стал первым начальником городской управы Киева.
По свидетельству очевидца — еврейки И. Минкиной, пытался заступаться перед немцами за неё, поскольку они были ранее знакомы, однако военный комендант Киева К. Эберхард указал ему, что «…вопрос о евреях подлежит исключительно компетенции немцев, и они его разрешают как им угодно». Утверждение М. Коваля, что Оглоблин подготовил списки киевских евреев для массовых казней, удобное место для расстрелов — Бабий Яр — подсказал нацистам тоже он, В. Нахманович считает не подкреплённым документально.
В течение нескольких дней еврейский вопрос в Киеве был «окончательно решён»: в октябре 1941 года в Бабьем Яру немцы расстреляли около 40 000 евреев, в том числе детей от смешанных браков; позднее там же погибло ещё около 100 000 представителей разных национальностей. Как пишет Маркус Айкель, киевской управе, возглавляемой Оглоблиным, была передана некая часть имущества убитых евреев.
Поощрял деятельность украинских национальных организаций, издание литературы на украинском языке (журнал «Литавры» — редактор Елена Телига, и др.), входил в Украинский национальный совет под председательством Миколы Величковского. За излишний «украинский национализм» подвергался критике со стороны коменданта Киева, поэтому всего через месяц после назначения подал в отставку и 25 октября 1941 года ушёл с должности (новым бургомистром стал его заместитель Владимир Багазий). Чтобы избежать ареста, некоторое время находился в психиатрической лечебнице. По другим сведениям, немцы обнаружили, что в возглавляемой бургомистром городской управе производятся махинации с имуществом расстрелянных евреев. Вызванный на допрос в гестапо Александр Петрович со страху упал в обморок. Убивать его не стали, а просто уволили.
По протекции своего коллеги-историка Константина Штеппы, ставшего ректором Киевского университета, получил в нём профессорскую должность. В 1942 году работал директором Музея-архива переходного периода, собирал данные о разрушении большевиками исторических памятников в 1930-е годы. На основании собранных им и коллегами материалов немецкие власти открыли фотовыставку. После того, как выставка выполнила свою пропагандистскую миссию, в том же году деятельность музея была немцами свёрнута как «бесполезная».

## Бегство и дальнейшая судьба
В 1943 году, незадолго до освобождения Киева советскими войсками, переехал в Львов, с 1944 года — в Прагу, где преподавал в Украинском свободном университете. В 1945 году университет переместился в Мюнхен, туда же переехал и Оглоблин, сохранив должность профессора.
В 1951 году переехал в США, где принимал активное участие в деятельности местной украинской общины. Издал в США ряд монографий по украинской истории. Среди его учеников — историки Любомир Винар, Орест Субтельный и Семён Пидгайный. В то же время прекратились его отношения с Константином Штеппой — Оглоблин даже не упоминает его в своём справочнике по историографии Украины.

## Сочинения
- Оглоблин О. «Annales de la Petite-Russie» Шерера й «Исторія Русов» :  [укр.] // Науковий збірник Українського вільного університету. Ювілейне видання. — Мюнхен, 1948. — Т. 5. — С. 87—94.
- Оглоблин О. Гетьман Іван Мазепа та його доба : Праці історично-філософічної секції :  [укр.]. — Ню-Йорк : ООЧСУ ; Париж ; Торонто : Ліґа Визволення України, 1960. — 409 с. — (Записки Наукового товариства імени Шевченка ; т. 170).
- Оглоблин О. Українська історіографія. 1917—1956 :  [укр.] : [арх. 16 декабря 2017] = Ukrainian Historiography. 1917–1956 : [пер. с англ.] / КНУ ім. Т. Г. Шевченка; Центр українознавства; Історичний факультет ; Держ. комітет архівів України. — Киев, 2003. — 252 с. — ISBN 966-8225-18-X.